# 土橋真二郎
土橋真二郎，日本小說家，住在東京都府中市。水瓶座，B型。
以第13屆電擊小說大獎金賞得獎作品《扉之外》（當時得獎標題是「如果世界被人工智慧支配的狀況模擬 狀況1」）出道。

## 作品
- 扉之外
  - I，日文版2007年2月25日發行（ISBN 978-4-8402-3717-8），中文版2007年12月22日（ISBN 978-9-8617-4562-6）
  - II，日文版2007年5月25日發行（ISBN 978-4-8402-3849-6），中文版2008年3月22日（ISBN 978-9-8617-4635-7）
  - III，日文版2007年9月25日發行（ISBN 978-4-8402-3980-6），中文版2008年7月31日（ISBN 978-9-8617-4752-1）
- - 1，日文版2007年11月25日發行（ISBN 978-4-8402-4072-7）
  - 2，日文版2008年2月10日發行（ISBN 978-4-8402-4171-7）
  - 3，日文版2008年9月10日發行（ISBN 978-4-0486-7223-8）
- - 1，日文版2009年2月10日發行（ISBN 978-4-0486-7527-7）
  - 2，日文版2009年5月10日發行（ISBN 978-4-0486-7817-9）
  - 3，日文版2009年9月10日發行（ISBN 978-4-0486-8018-9）
  - 4，日文版2010年2月10日發行（ISBN 978-4-0486-8330-2）
- - 上，2010年3月25日發行（ISBN 978-4-0486-8468-2）
  - 下，2010年3月25日發行（ISBN 978-4-0486-8469-9）
- - 上，2010年9月25日發行（ISBN 978-4-0486-8932-8）
  - 中，2010年10月23日發行（ISBN 978-4-0486-8933-5）
  - 下，2010年12月25日發行（ISBN 978-4-0486-8934-2）
- - 1，2011年5月10日發行（ISBN 978-4-04-870543-1）
  - 2，2011年9月10日發行（ISBN 978-4-04-870811-1）
  - 3，2012年2月10日發行（ISBN 978-4-04-886345-2）
- 逃離樂園島
  - 2012年5月10日發行（ISBN 978-4-04-886597-5）

## 外部連結
- 土橋真二郎的X（前Twitter）